# Moldavie aux Jeux olympiques d'été de 2008
La Moldavie participe aux Jeux olympiques d'été de 2008 à Pékin.

## Liste des médaillés

### Médailles d'or
| Sport              | Discipline | Sportifs | Performance |
| Médailles d'or : 0 |            |          |             |

### Médailles d'argent
| Sport                  | Discipline | Sportifs | Performance |
| Médailles d'argent : 0 |            |          |             |

### Médailles de bronze
| Sport                   | Discipline            | Sportifs        | Performance |
| Médailles de bronze : 1 |                       |                 |             |
| Boxe                    | 54 kg (poids coq) (H) | Veaceslav Gojan |             |

## Athlètes engagés

### Athlétisme

#### Hommes
| Épreuve           | Athlète            | Séries      | Séries | Quarts de finale | Quarts de finale | Demi-finales | Demi-finales | Finale       | Finale |
| Épreuve           | Athlète            | Résultat    | Rang   | Résultat         | Rang             | Résultat     | Rang         | Résultat     | Rang   |
| ----------------- | ------------------ | ----------- | ------ | ---------------- | ---------------- | ------------ | ------------ | ------------ | ------ |
| 3000m steeple     | Ivan Lukyanov      | 8 min 18.97 | 7e Q   | NC               | NC               | NC           | NC           | 8 min 27.82  | 12e    |
| 20 km marche      | Fedosei Ciumacenco | NC          | NC     | NC               | NC               | NC           | NC           | 1h 31 min 37 | 47e    |
| Triple saut       | Vladimir Letnicov  | 16,62m      | 12e    | -                | -                | -            | -            | -            | -      |
| Lancer du poids   | Ivan Emilianov     | 18,64m      | 18e    | -                | -                | -            | -            | -            | -      |
| Lancer du disque  | Vadim Hranovski    | 56,19m      | 19e    | -                | -                | -            | -            | -            | -      |
| Lancer du marteau | Roman Rozna        | 71,33m      | 13e    | -                | -                | -            | -            | -            | -      |
| Décathlon         | Victor Covalenco   | NC          | NC     | NC               | NC               | NC           | NC           | Abandon      | /      |

#### Femmes
| Épreuve              | Athlète          | Séries       | Séries | Quarts de finale | Quarts de finale | Demi-finales | Demi-finales | Finale   | Finale |
| Épreuve              | Athlète          | Résultat     | Rang   | Résultat         | Rang             | Résultat     | Rang         | Résultat | Rang   |
| -------------------- | ---------------- | ------------ | ------ | ---------------- | ---------------- | ------------ | ------------ | -------- | ------ |
| 800 mètres           | Olga Cristea     | 2 min 00.59  | 4e Q   | NC               | NC               | 2 min 00.84  | 7e           | -        | -      |
| Marathon             | Valentina Delion | -            | -      | -                | -                | -            | -            | DNF      | /      |
| 3 000 mètres steeple | Oxana Juravel    | 10 min 04.38 | 13e    | -                | -                | -            | -            | -        | -      |
| Saut en hauteur      | Inna Gliznuta    | 1,80m        | 16e    | -                | -                | -            | -            | -        | -      |
| Lancer du marteau    | Marina Marghiev  | 62,12m       | 21e    | -                | -                | -            | -            | -        | -      |
| Lancer du marteau    | Zalina Marghieva | 64,20m       | 20e    | -                | -                | -            | -            | -        | -      |

### Boxe
La Moldavie a qualifié deux boxeurs pour les compétitions olympiques de boxe. Grusac a été le premier à se qualifier aux championnats du monde. 
| Athlète         | Sexe  | Compétition                | 16e de finale          | 8e de finale        | Quart de finale     | Demi-finale         | Finale              |
| Athlète         | Sexe  | Compétition                | Adversaire Résultat    | Adversaire Résultat | Adversaire Résultat | Adversaire Résultat | Adversaire Résultat |
| --------------- | ----- | -------------------------- | ---------------------- | ------------------- | ------------------- | ------------------- | ------------------- |
| Veaceslav Gojan | Homme | Poids coq (54 kg)          | Khatsigov (BLR) V +1-1 | Yu (CHN) V 13-6     | Kumar (IND) V 10-3  | Uugan (MGL) D 15-2  | Médaille de bronze  |
| Vitalie Grusac  | Homme | Poids super-légers (69 kg) | O'Mahony (AUS) V 7-2   | Sarsekbayev (KAZ) D | Éliminé             | Éliminé             | Éliminé             |

### Cyclisme

#### Route
| Athlète            | Sexe  | Compétition      | Temps            | Rang |
| ------------------ | ----- | ---------------- | ---------------- | ---- |
| Alexandr Pliuschin | Homme | Course sur route | 6:39:42 (+15:53) | 76   |

#### Piste
| Athlète            | Sexe  | Compétition            | Qualification | Qualification | 1er tour         | 1er tour | Finale           | Finale  |
| Athlète            | Sexe  | Compétition            | Temps         | Rang          | Adversaire Temps | Rang     | Adversaire Temps | Rang    |
| ------------------ | ----- | ---------------------- | ------------- | ------------- | ---------------- | -------- | ---------------- | ------- |
| Alexandr Pliuschin | Homme | Poursuite individuelle | 4:35.438      | 17e           | Éliminé          | Éliminé  | Éliminé          | Éliminé |

### Judo
| Athlète     | Sexe  | Compétition | Tour préliminaire   | 16e de finale                        | 8e de finale        | Quart de finale     | Demi-finale         | 1er tour repêchage  | Quart de finale repêchage | Demi-Finale repêchage | Finale              |
| Athlète     | Sexe  | Compétition | Adversaire Résultat | Adversaire Résultat                  | Adversaire Résultat | Adversaire Résultat | Adversaire Résultat | Adversaire Résultat | Adversaire Résultat       | Adversaire Résultat   | Adversaire Résultat |
| ----------- | ----- | ----------- | ------------------- | ------------------------------------ | ------------------- | ------------------- | ------------------- | ------------------- | ------------------------- | --------------------- | ------------------- |
| Sergiu Toma | Homme | 73 kg       |                     | David Kevkhishvili (GEO) D 0021-0010 | Éliminé             | Éliminé             | Éliminé             | Éliminé             | Éliminé                   | Éliminé               | Éliminé             |

### Tir
| Athlète           | Sexe  | Compétition              | Qualification 1 | Qualification 1 | Qualification 2 | Qualification 2 | Finale  | Finale  | Rang final |
| Athlète           | Sexe  | Compétition              | Score           | Rang            | Score           | Rang            | Score   | Rang    | Rang final |
| ----------------- | ----- | ------------------------ | --------------- | --------------- | --------------- | --------------- | ------- | ------- | ---------- |
| Ghenadie Lisoconi | Homme | 25 m pistolet feu rapide | 282             | 12              | 567             | 12              | Éliminé | Éliminé | 12         |

### Haltérophilie
| Athlète           | Sexe  | Compétition | Arraché  | Arraché | Épaulé-jeté | Épaulé-jeté | Total | Rang |
| Athlète           | Sexe  | Compétition | Résultat | Rang    | Résultat    | Rang        | Total | Rang |
| ----------------- | ----- | ----------- | -------- | ------- | ----------- | ----------- | ----- | ---- |
| Igor Grabucea     | Homme | 56 kg       | 109      | 16      | 130         | 15          | 239   | 15   |
| Alexandru Dudoglo | Homme | 69 kg       | 145      | 11      | 172         | 9           | 317   | 9    |
| Andrei Gutu       | Homme | 77 kg       | 145      | 17      | 160         | 21          | 305   | 20   |
| Evgheni Bratan    | Homme | 94 kg       | 170      | 12      | 200         | 13          | 370   | 13   |
| Vadim Vacarciuc   | Homme | 94 kg       | 168      | 13      | 205         | 12          | 373   | 12   |

### Lutte

#### Libre
| Athlète         | Sexe  | Compétition | Qualification                             | 8e de Finale                       | Quart de finale     | Demi-finale         | 1er tour Repêchage  | 2e tour Repêchage   | Finale              |
| Athlète         | Sexe  | Compétition | Adversaire Résultat                       | Adversaire Résultat                | Adversaire Résultat | Adversaire Résultat | Adversaire Résultat | Adversaire Résultat | Adversaire Résultat |
| --------------- | ----- | ----------- | ----------------------------------------- | ---------------------------------- | ------------------- | ------------------- | ------------------- | ------------------- | ------------------- |
| Nicolai Ceban   | Homme | 96 kg       | Gergely Kiss (HUN) D 3 - 5, 0 - 5         | Éliminé                            | Éliminé             | Éliminé             | Éliminé             | Éliminé             | Éliminé             |
| Ludmila Cristea | Femme | −55 kg      | Marcia Andrade (VEN) V 0 - 1, 3 - 3, 3- 3 | Saori Yoshida (JPN) D 1 - 2, 0 - 4 | Éliminé             | Éliminé             | Éliminé             | Éliminé             | Éliminé             |